# Тврђава Рудник
Рудник је једно од утврђења (уз Острвицу) које се налазе на истоименој планини и смештено је 13 km северно од Горњег Милановца. Био је средиште рударске активности која се на овом простору спроводила још од Римског доба, а на локалитету Прљуша пронађени су и остаци из неолита. Његов значај није опао ни у средњовековној Србији у којој је био једно од рударских средишта око кога су током 14. века вођене борбе. Познат је и као место у коме је 1457. године преминула жена Ђурђа Смедеревца (1427—1456) Јерина. Данас више нема остатака некадашње квадратне тврђаве.

## Прошлост утврде
Рудник се помиње у изворима у вези са збивањима са краја 13. века. Тада на основу одредаба Дежевског уговора који су 1282. године закључили Драгутин (краљ Србије 1276—1282, краљ Срема 1282—1316) и Милутина (1282—1321), он улази у састав Драгутинове Сремске краљевине. На почетку грађанског рата између њих двојице, Милутин 1302. године заузима Рудник и он остаје у његовом поседу све до 1312. године када се окончавају непријатељства и Рудник бива враћен Драгутину. После његове смрти, Милутин је поново запосео Рудник, а Драгутиновог сина Владислава је заробио.
Утврђење је поново било предмет сукоба и њихових потомака Стефана (1322—1331) и Владислава који су због њега заратили крајем 1323. године. Из тог сукоба је Милутинов син изашао као победник и преузео Рудник.
Тврђава се поново нашла у средишту борби међу великашима током распадања Српског царства. После пораза на Косову који је велики жупан Никола Алтомановић (1366—1373) претрпео 1369. године од Мрњавчевића, кнез Лазар (1371—1389) му је одузео Рудник. Међутим Никола је већ 1372. године повратио контролу над градом, да би он, после његовог коначног слома, 1373. године трајно ушао у састав Лазареве државе.
У њему је 1457. године као монахиња преминула српска деспотица Јерина Бранковић, а две године касније су га заузеле Османлије током коначног заузимања деспотовине Србије.
У 14. и 15. веку Рудник је био најважније трговачко средиште у Србији, док је у 15. веку био најзначајнији град у Србији после Смедерева.

## Изглед утврде
Не зна се како је тврђава изгледала, јер није позната њена локација. Често се у литератури погрешно наводи да је имала основу правилног квадрата странице 40 m са бедемима дебљине 0,8 m. У сваком од четири темена квадрата, била је смештена по једна округла кула, али је утврђено да је ово заправо, касније, турско утврђење. Могуће је да је тврђава Рудник заправо била оно што је данас познато као Ђурђев град у селу Мајдан.